# Matthias Dallinger
Matthias Dallinger (* 23. Jänner 1897 in Geboltskirchen; † 3. März 1979 ebenda) war ein österreichischer Bergmann und Politiker (VF; Berufsstand: Industrie und Bergbau / ÖVP) und als solcher von 1. November 1934 bis zum 18. März 1938 Abgeordneter zum Oberösterreichischen Landtag sowie im gleichen Zeitraum zweiter Vizepräsident des Landtages.

## Leben
Matthias Dallinger wurde am 23. Jänner 1897 in der oberösterreichischen Bergbaugemeinde Geboltskirchen im Hausruckviertel als Sohn des in Langau bei Geboltskirchen ansässigen Bauern Mathias Dallinger und dessen Ehefrau Rosa geboren. Nach erfolgreicher Schulbildung arbeitete Dallinger in seinem Heimatort als Bergmann für die Wolfsegg-Traunthaler Kohlenwerks AG. In der Zeit von 1926 bis 1929 war Dallinger arbeitslos, ehe er wieder seine Arbeit bei seinem ehemaligen Arbeitgeber aufnahm und dort von 1930 bis 1938 auch als Betriebsrat agierte. Von 1935 bis 1937 war er zudem Zentralbetriebsratsobmann der Wolfsegg-Traunthaler Kohlenwerks AG. Ein namensgleicher Bauer aus Geboltskirchen, offenbar ein Verwandter Dallingers, war unter anderem im Jahr 1922 Obmann des sogenannten Glockenkomitees, als die Pfarrkirche Geboltskirchen mit drei neuen Glocken ausgestattet wurde. Ebenfalls in den 1920er Jahren war der andere Matthias Dallinger († 1931), Besitzer des Sichingergutes, auch Obmann der landwirtschaftlichen Genossenschaft von Geboltskirchen bzw. der hiesigen Bezirksgenossenschaft, was aus diversen Zeitungsberichten aus der damaligen Zeit hervorgeht. Im August 1931 war Dallinger an einem schweren Arbeitsunfall im Barbarastollen der Kohlegrube in Wolfsegg am Hausruck beteiligt. Nach dem Anbringen einiger Sprengladungen durch Dallinger wurden aufgrund unzureichender Sicherungsmaßnahmen der Sprengstellen zwei Bergleute, die gerade an einer detonierenden Sprengladung vorbeigingen, unbestimmten Grades verletzt. Im November 1931 wurde Dallinger als Zeuge in einem Mordfall geführt; der nachfolgende Prozess dauerte bis ins darauffolgende Jahr.
Aufgrund seines politischen Engagements schaffte er im Jahr 1934 den Einzug in den Oberösterreichischen Landtag, der ab diesem Jahr als Ständelandtag aufgestellt war und dem er im Zeitraum der 15. Wahlperiode vom 1. November 1934 bis zum 18. März 1938 angehörte. Im gleichen Zeitraum fungierte er des Weiteren hinter dem Präsidenten Peter Mandorfer zusammen mit Rudolf Freyer als einer von zwei Vizepräsidenten des Oberösterreichischen Landtags. Im Landtag selbst gehörte Dallinger dem Berufsstand Industrie und Bergbau (abgekürzt: I/B) an. Nach dem Zweiten Weltkrieg gehörte Dallinger von 1945 bis 1951 als ÖVP-Mitglied dem Geboltskirchener Gemeinderat an und war zudem Mitglied im Gemeindeausschuss. Als Vorschlag für die oberösterreichische Landtagswahl im Jahre 1945 scheiterte er jedoch an einem neuerlichen Einzug. Außerdem war der verheiratete Vater von acht Kindern Obmann des Kleinhäuslerbunds seiner Heimatgemeinde und ab 1962 auch Obmann des Rentnerbunds von Geboltskirchen. Eine weitere öffentliche Funktion in der Gemeinde hatte er als Obmann-Stellvertreter des Pfarrkirchenrates von Geboltskirchen inne.
Am 3. März 1979 starb Dallinger im Alter von 82 Jahren in seinem Geburts- und Heimatort; zuletzt hatte er in der zu Geboltskirchen gehörenden Ortschaft Aigen gelebt.